# Centre national du théâtre
Pour les articles homonymes, voir CNT.
Le Centre national du théâtre (CNT) était un centre de ressource et de conseil sur le théâtre. Créé en 1993, il se situait 6 rue de Braque à Paris. Sa direction est assurée par Bernard Faivre d'Arcier de 1993 à 1998.
Nadia Derrar sera la créatrice et Directrice du département documentation et information de 1993 à 2008.
Le 20 juin 2016 le Centre national du Théâtre et HorsLesMurs, Centre national de ressources des arts de la rue et des arts du cirque ont fusionné pour devenir ARTCENA, Centre national des Arts du cirque, de la rue et du théâtre.

## Organisation
Le CnT était organisé en 5 pôles :
Depuis janvier 2007, le pôle auteurs gérait le dispositif d’aide nationale à la création dramatique[Quoi ?]. Il recevait les manuscrits originaux et coordonnait la commission nationale de lecture, puis aidait les auteurs à obtenir une mise en scène.
Le Centre mettait à la disposition du public un service gratuit d'information juridique (pôle juridique) sur la réglementation applicable au spectacle vivant.
Le pôle documentation mettait à la disposition du public un fonds consacré à l’écriture contemporaine, réalisait des notices bibliographiques sur demande et proposait un accompagnement à l’archivage pour les lieux de création et de diffusion.
Le pôle audiovisuel gérait une vidéothèque de 800 films sur le théâtre, réalisait des recherches documentaires sur demande, organisait des projections-débats.
Le pôle métiers/formations informait sur l’orientation et les formations des différentes filières professionnelles.
Ces missions sont reprises et développées par ARTCENA, Centre national des Arts du cirque, de la rue et du théâtre.

## Programmation
Le centre national du théâtre organisait : 
- Festival Scènes Grand Écran, en collaboration chaque année avec une structure de province différente
- Le Mois du Film documentaire